# Michał Hochman
Michał Hochman (ur. w 1944 w Isilkulu, zm. 9 czerwca 2024 w Nowym Jorku) – polski piosenkarz, gitarzysta. W jego wykonaniu piosenka pt. Konik na biegunach po raz pierwszy stała się przebojem.

## Życiorys

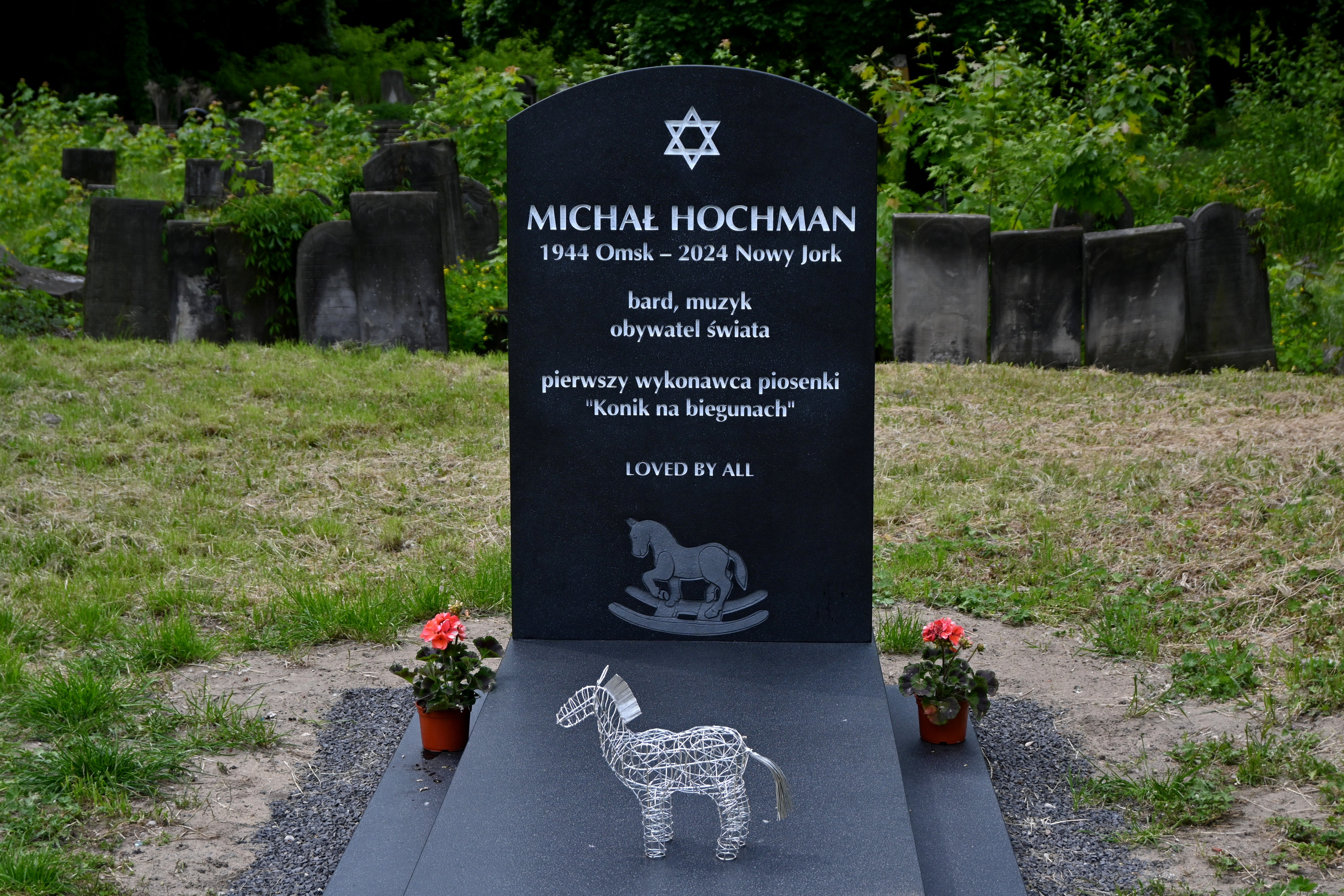
Grób Michała Hochmana na Cmentarzu żydowskim przy ul. Okopowej w Warszawie.

### Dzieciństwo
Pochodził z rodziny żydowskiej. Matka Genowefa (Gołda) Puterman pochodziła z bogatej rodziny kupieckiej, która mieszkała w Siedliszczu. Tam też uczęszczała do polskiej szkoły. W 1938 roku wyszła za mąż za Icka Hochmana, pochodzącego z podlubelskiej miejscowości Piaski.
Po wybuchu II wojny światowej, rodzina Hochmanów uciekła przed Niemcami do sowieckiej strefy okupacyjnej, skąd została deportowana na Syberię. Michał przyszedł na świat w roku 1944. W 1946 udało im się powrócić do Polski. Początkowo dotarli do Wrocławia, a w 1947 osiedlili się w Lublinie. Zamieszkali przy ulicy Lubartowskiej, a następnie na Krakowskim Przedmieściu. W 1948 roku urodziła się siostra Michała, Irena. On sam ukończył tamtejszą szkołę podstawową w której prowadził radiowęzeł, i II Liceum Ogólnokształcące im. Hetmana Jana Zamoyskiego.

### Pierwsze zainteresowania muzyczne
Zainteresowania muzyczne przejawiał już we wczesnym dzieciństwie. Razem z bratem skonstruował radioodbiornik z którego obydwaj słuchali piosenek Paula Anki, czy Elvisa Presleya. Od lat młodzieńczych fascynowała go muzyka amerykańska – słuchał Głosu Ameryki i Radia Luksembourg. Bezpośredni wpływ na początki jego kariery miał zespół Rhythm and Blues.

Zespół Rhythm and Blues przyjechał do Lublina, gdzie śpiewał Bogusław Wyrobek. To był pierwszy polski zespół, który grał rock and rolla i to mnie jakoś tak zafascynowało, więc kupiłem sobie gitarę i zacząłem imitować to, co słyszałem w radio Głos Ameryki, Radio Luksemburg, to, co w czasopismach czasami widziałem: Tommy Steele, taki angielski piosenkarz, Johnny Holiday z Francji, wszyscy imitatorzy Elvisa Presleya. Postanowiłem, że może w Lublinie też powinien być imitator Presleya, i zacząłem śpiewać w bramie na Lubartowskiej jeszcze, świetna była akustyka w bramie, tam sobie podgrywałem rock and rolle.

### Kariera muzyczna
Na scenie zadebiutował w wieku 15 lat (1959), po czym błyskawicznie zostawał laureatem wielu konkursów i przeglądów muzycznych, m.in. zdobył II nagrodę na Ogólnopolskim Konkursie Muzyki, Pieśni i Tańca (Wrocław, 1961). Jako 16-latek wziął udział w konkursie piosenkarskim w Lublinie (1960), gdzie otrzymał wyróżnienie za wykonanie piosenek Paula Anki (Diana; Pity, Pity) i Neila Sedaki (Oh, Carol).
Na obozie piosenkarskim w Kołobrzegu poznał członków kabaretu Cyrulik z Krakowa, którzy w swoim repertuarze mieli piosenkę pt. Konik na biegunkach i którą to podarowali piosenkarzowi. Podczas audycji „Mikrofon dla wszystkich”, odbywającej się w Domu Kultury Kolejarza w Lublinie, wykonał ją po raz pierwszy ze swoim zespołem dixielandowym. Występował także z lubelskim zespołem Bezimienni.

Śpiewał z nami Michał Hochman. Trudno mi powiedzieć, czy on był członkiem zespołu, czy występował okazjonalnie, ze względu na festiwale z nami jeździł. Bardzo dużo z nami śpiewał, ale on przede wszystkim śpiewał z jazzowym zespołem Pawła Falkiewicza. Michał w wielu zespołach śpiewał. Był nie tylko solistą, ale grał na gitarze, tak, że mógł sobie akompaniować.

Jego kariera zaczęła nabierać rozpędu w drugiej połowie lat 60. W 1965 roku Hochman nagrał Konika na biegunach z warszawskim zespołem Kawalerowie w Programie III P. R. W tym samym roku zaprezentował tę piosenkę podczas eliminacji Pagartu do festiwalu opolskiego i zwyciężył. Do występu na festiwalu jednak nie doszło, ponieważ tamtejsza Rada Programowa jego piosenkę odrzuciła a w zamian zaproponowała wykonanie piosenki Buzi od Rózi. Po jej przesłuchaniu, wokalista odmówił udziału w festiwalu. Mimo to – Konik na biegunach stał się jego największym przebojem, a także ponadczasowym evergreenem, po dziś dzień (2021) wielokrotnie emitowanym przez rozgłośnie radiowe oraz często odtwarzanym w internecie.
W 1966 roku śpiewana przez niego piosenka pt. Złoty Uśmiech, została wybrana „Lubelską Piosenką Roku 1966”. 19 czerwca 1966 r. Hochman wziął udział w warszawskim „Konkursie na studencką piosenkę roku”, zajmując I miejsce. Tak o sukcesie piosenkarza pisał Kurier Lubelski:

Dnia 19 czerwca br. odbył się w Warszawie konkurs na studencką piosenkę roku. Wzięli w nim udział wszyscy laureaci studenckiej piosenki miesiąca bieżącego roku akademickiego. Środowisko lubelskie reprezentował Michał Hochman. Jak zwykle i tym razem nie wrócił z pustymi rękami. Przywiózł do Lublina pierwszą nagrodę za wykonawstwo piosenki - 32 Grudnia. Duży sukces dla niego i miły prezent dla nas. Serdecznie gratulujemy Michałowi i życzymy nowego zwycięstwa w Opolu, gdzie uczestniczy obecnie w festiwalu piosenki studenckiej.

Wokalista występował także z lubelską formacją Minstrele, z którą nagrał piosenki: Mała, Spacer z cieniem, Nie wiem i Uśmiech na zapas.
Brał udział w comiesięcznych Radiowych Giełdach Piosenki w Warszawie. Dwie piosenki w jego wykonaniu zdobyły wówczas I nagrodę, a mianowicie: 32 Grudnia (muz. i sł. Janusz Pliwko) i Złoty Uśmiech (muz. Marek Wojtkiewicz, sł. Jerzy Księski). Ponadto piosenkarz wziął udział w „Maratonie Kabaretowym” oraz w imprezie „Echa Giełd i Estrad” w ramach IV Festiwalu Piosenki Polskiej w Opolu (1966). Ostatnia zaprezentowana przezeń piosenka w warszawskiej „Radiowej Giełdzie Piosenki” (kwiecień 1968) zatytułowana jest Człowiek to Styl z rep. Kazimierza Grześkowiaka.
Lublinianin był świetnie zapowiadającym się wykonawcą. Jego szlagier, czyli Konik na biegunach bił rekordy popularności. Piosenki Michała Hochmana były emitowane w lubelskiej audycji „Podwieczorek w cylindrze”. Na antenie radiowej, oprócz jego sztandarowego songu – emitowano także inne utwory z jego repertuaru. W nadawanej z klubu „Nora” audycji „Mikrofon w Cylindrze” zabrzmiały następujące piosenki: 32. Grudnia, Długi Dzień, Barbara i Mała. Wokalista z towarzyszeniem zespołu Minstrele, wystąpił także w audycji „Lubelskie rozmaitości literacko-muzyczne”. Wspólne plany nagraniowe, a przede wszystkim jego karierę przerwały wydarzenia marcowe 1968 roku, w wyniku których artysta zmuszony był opuścić Polskę. 

### Kariera za oceanem
W 1968 roku zamieszkał w Stanach Zjednoczonych. Próbował kontynuować karierę piosenkarską, śpiewając w tamtejszych klubach. Jego występy cieszyły się powodzeniem, lecz nie można było się z tego utrzymać, więc podjął innego rodzaju pracę. Wydawał pozwolenia na zabudowę strefy nabrzeżnej w stanie New Jersey (głównie w Atlantic City). Zamieszkał w Roosevelt, zaś w swoim mieszkaniu zbudował basen i studio nagraniowe. Gościł u siebie artystów z Polski, m.in. Ewę Demarczyk, Urszulę z mężem Stanisławem Zybowskim, Jerzego Stuhra, czy Budkę Suflera. Ostatnio mieszkał w Nowym Jorku.
Piosenki z lat 60., których nie zdążył nagrać przed wyjazdem z Polski (1968), zostały na nowo zaaranżowane przez Mieczysława Jureckiego i nagrane w 1995 roku w Stanach Zjednoczonych.

### Powroty do Polski
Po raz pierwszy po latach, piosenkarz przyjechał do Polski w 1984 roku, następnie w 1986. Odwiedził wówczas kraj z koncertem zatytułowanym Powrót do domu. W 1988 roku wystąpił w Warszawie podczas obchodów 45. rocznicy Powstania w getcie Warszawskim. Po 1990 r. odwiedzał Polskę bardziej regularnie. W 2017 roku, z siostrą Ireną, uczestniczył w organizowanym przez Ośrodek „Brama Grodzka – Teatr NN” „Zjeździe Lublinerów”. Poza Polską artysta koncertował także na Ukrainie, w Stanach Zjednoczonych i Kanadzie.

## Dyskografia

### Albumy
- 1997: Konik na biegunach – The best of Michał Hochman (CD, Michael Hochman Studio)[6][7]
- 2006: To była miłość (CD, Michael Hochman Studio)[6][8]
- 2017: Tych miasteczek nie ma już (CD, Sonic Records)[5]

### Single
- 2016: To mój Lublin (Adam Abramek)[9]

## Filmografia

### Filmy dokumentalne
- 2018: U siebie (bohater; wykonanie piosenek)[10]